# زاستاوا
زاستاوا (به صربی: Застава аутомобили АД) شرکت خودروسازی صربستانی است، که کارخانه اصلی و دفتر مرکزی آن در شهر کراگویواتس، صربستان قرار دارد.
این شرکت تولیدکننده انواع خودروهای سواری و کامیون می‌باشد، که از تولیدات آن می‌توان به: «زاستاوا کورال»، «زاستوا فلوریدا»، «زاستاوا ۱۰» و «زاستاوا اسکالا» اشاره نمود.
معروف‌ترین مدل تولیدی این شرکت خودروی زاستاوا ۱۰ می‌باشد، که بر پایه فیات پونتو و تحت لیسانس شرکت فیات، از سال ۲۰۰۶ تا ۲۰۰۸ تولید می‌شد. شرکت زاستاوا همچنین طیف گسترده‌ای از تجهیزات دفاعی و جنگ‌افزاری را نیز تولید می‌نماید.

## تاریخچه
زاستاوا از سال ۱۹۵۴ شروع به همکاری با شاخه فیات اتومبیلز از شرکت فیات کرد. بیشترین تولید مشترک دو شرکت در سال ۱۹۸۹ و برابر با ۲۲۰٬۰۰۰ دستگاه در سال بوده‌است. در اواخر دهه ۱۹۸۰ میلادی، شمار ۵۳٬۳۳۷ نفر در کارخانه زاستاوا به‌کار مشغول بودند.
قطعات خودرو مورد نیاز این کارخانه، در ۲۸۰ کارخانه دیگر در ۱۳۰ شهر از یوگسلاوی سابق ساخته می‌شد. زاستاوا از آغاز بنیان‌گذاری تاکنون بیش از ۴٬۱۰۰٬۰۰۰ دستگاه خودرو تولید کرده‌است، که از این تعداد ۶۵۰٬۰۰۰ دستگاه به ۷۶ کشور جهان، به‌ویژه روسیه صادر شده‌است.
کارخانه تولیدی زاستاوا در طول جنگ‌های بالکان، در دهه ۱۹۹۰ میلادی به‌طور جدی آسیب دید.

## مشارکت با فیات
شرکت ایتالیایی فیات، در سال ۲۰۰۸ میلادی ۷۰٪ درصد از سهام شرکت زاستاوا را با پرداخت ۷۰۰ میلیون یورو خریداری کرد. مدیران کمپانی فیات هدف از خریداری اکثریت سهام زاستاوا را، توسعه تأسیسات، تولید چند مدل جدید و افزایش تولیدات این شرکت، اعلام نمود.
بنا به اعلام دولت صربستان، این قرارداد بزرگترین سرمایه‌گذاری تاریخ این کشور به‌شمار می‌آید. ۳۰٪ درصد از سهام شرکت زاستاوا، همچنان در اختیار دولت صربستان قرار دارد. کارخانه این شرکت در شهر کراگویواتس، منبع اصلی اشتغال‌زایی برای ساکنان این شهر است.
در یادداشت تفاهم میان فیات و شهرداری کراگویه‌واتس، معافیت مالیاتی ده ساله زاستاوا و ارائه زمین موردنیاز به‌طور رایگان از سوی شهرداری کراگویه‌واتس پیش‌بینی شده‌است. پیش از توافق دو کارخانه، شرکت‌های دیگری مانند گروه فولکس‌واگن، فورد، تاتا موتورز و گروه خودروسازی فاو نیز خواهان بستن قرارداد با زاستاوا بودند.

## نگارخانه

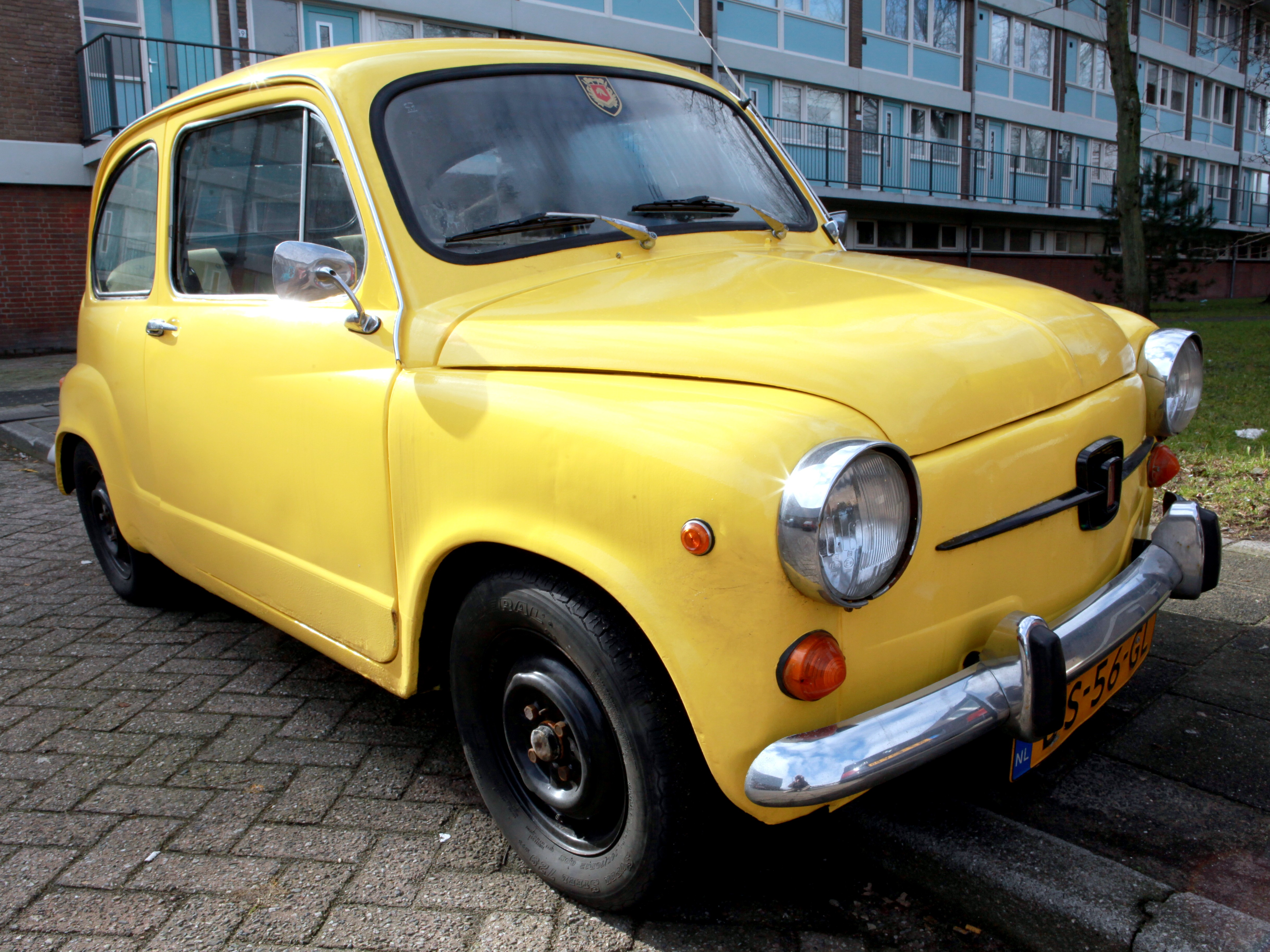
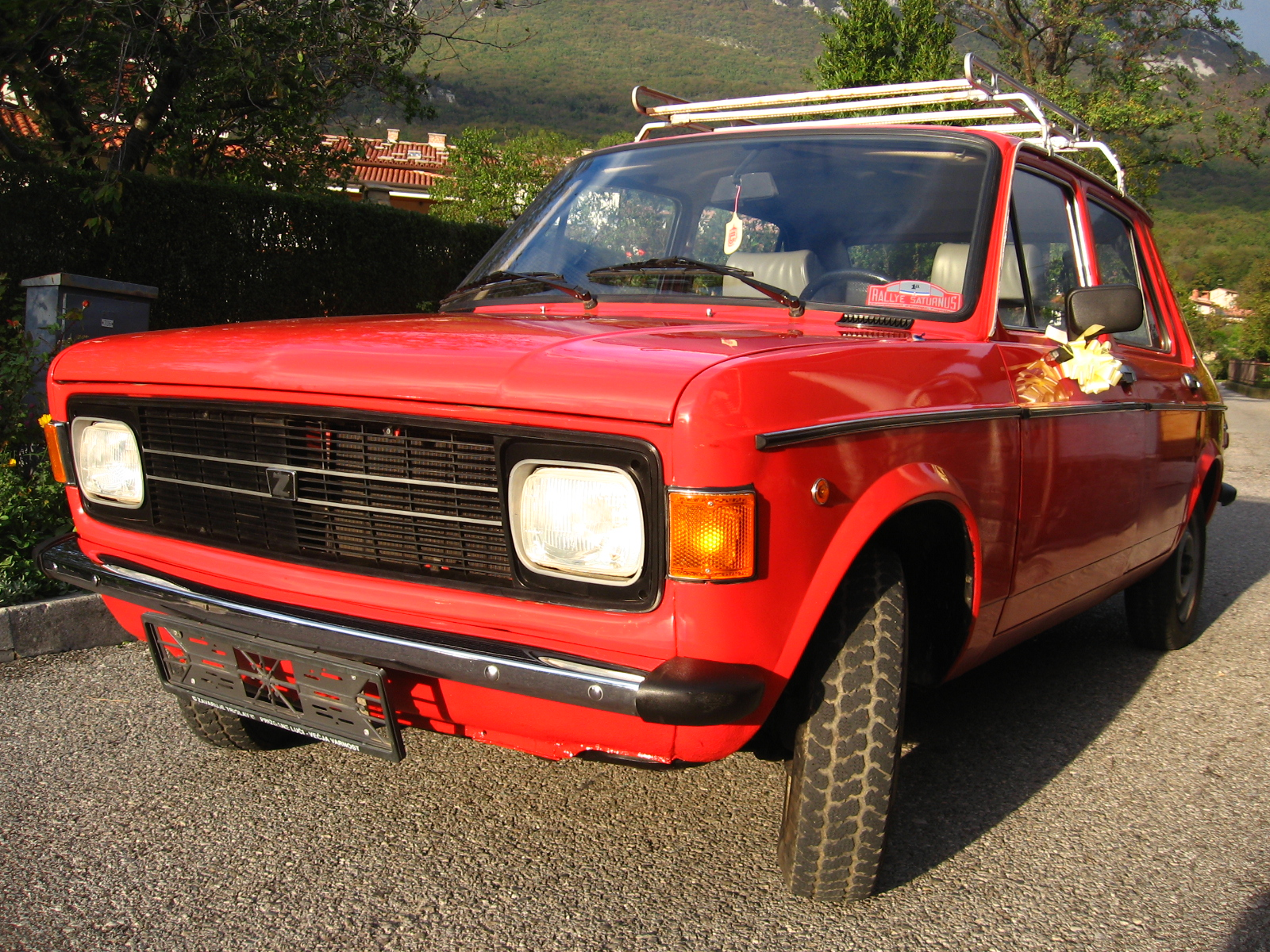
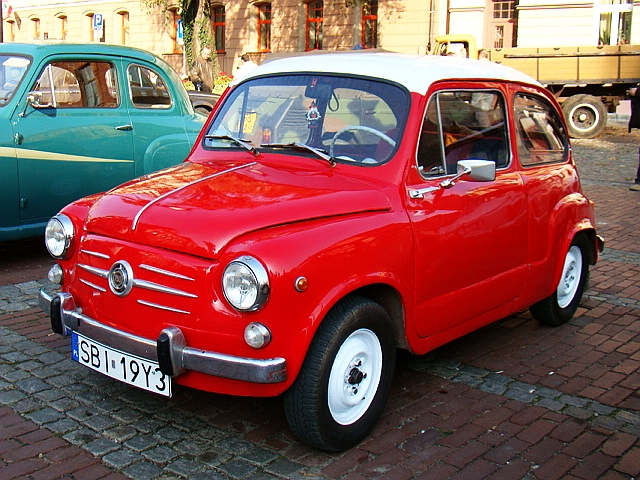
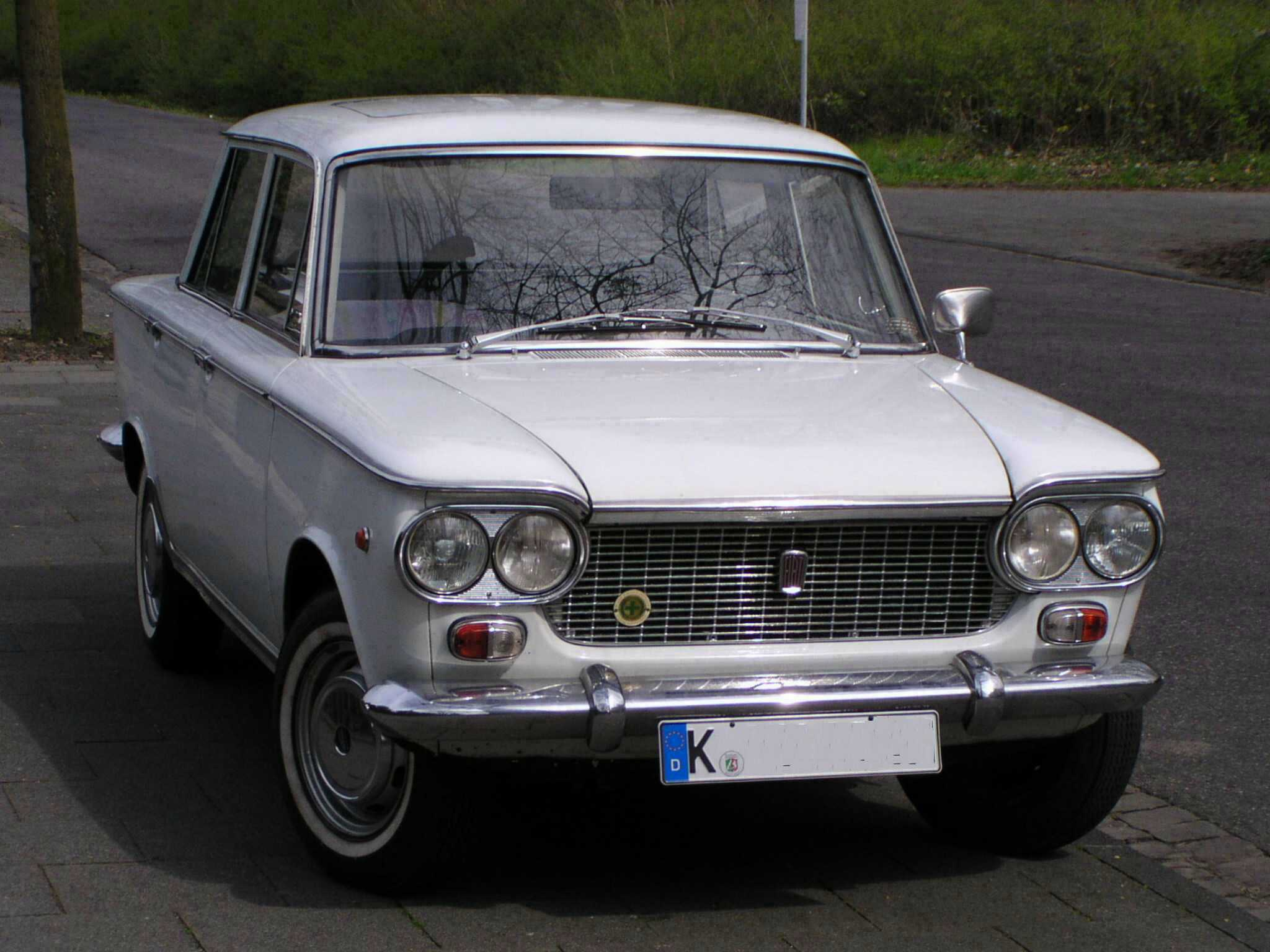
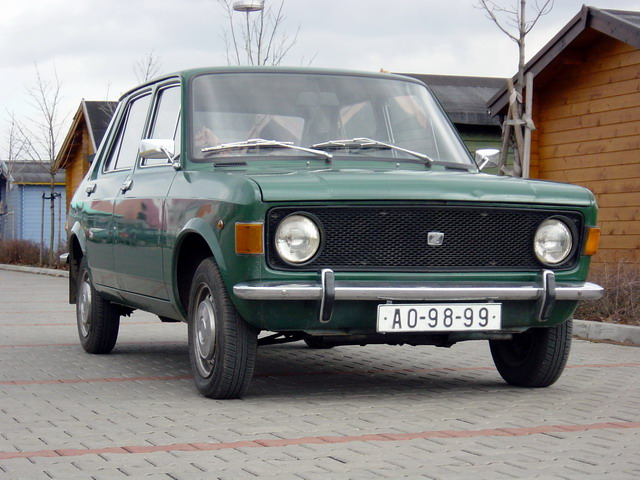
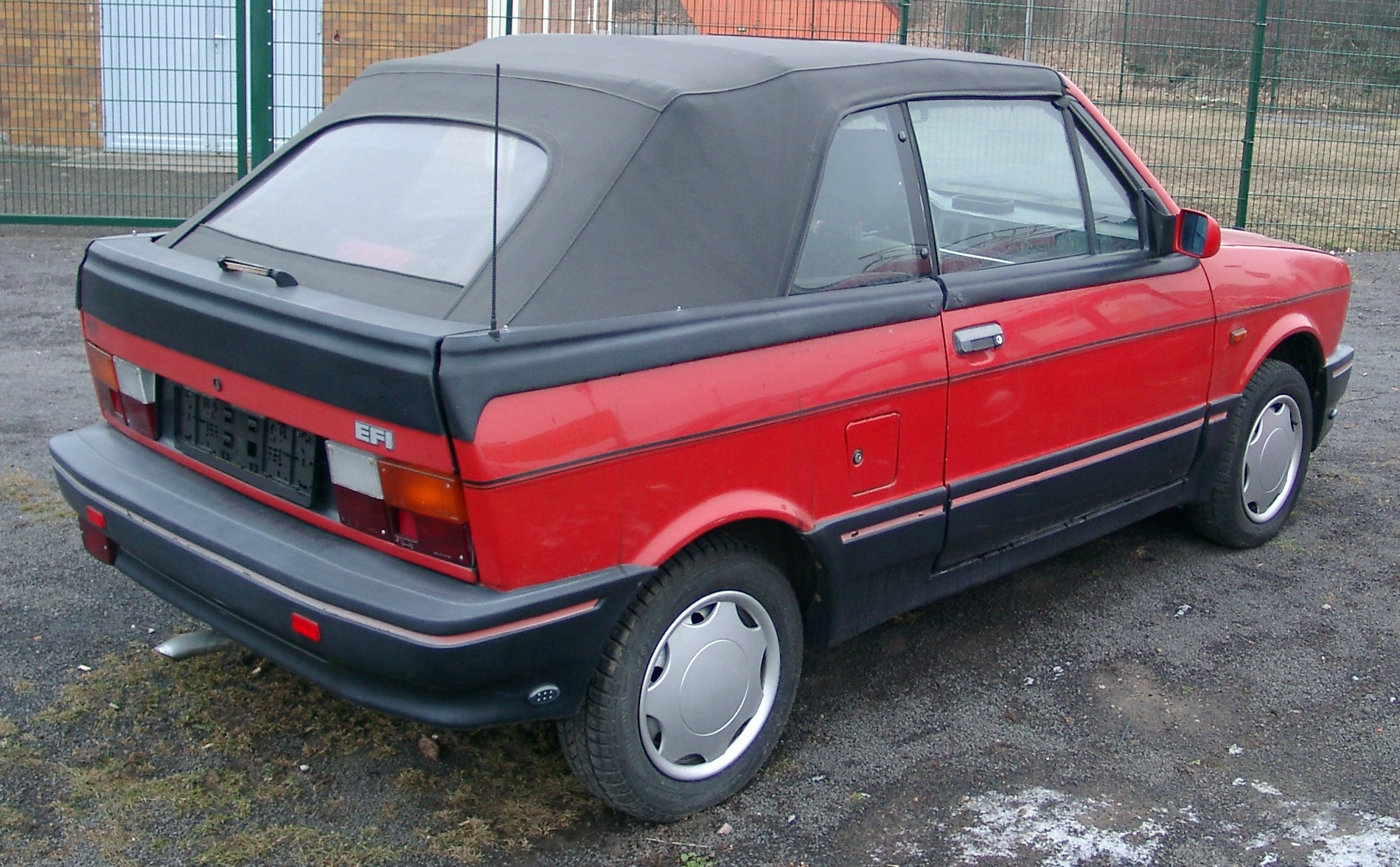
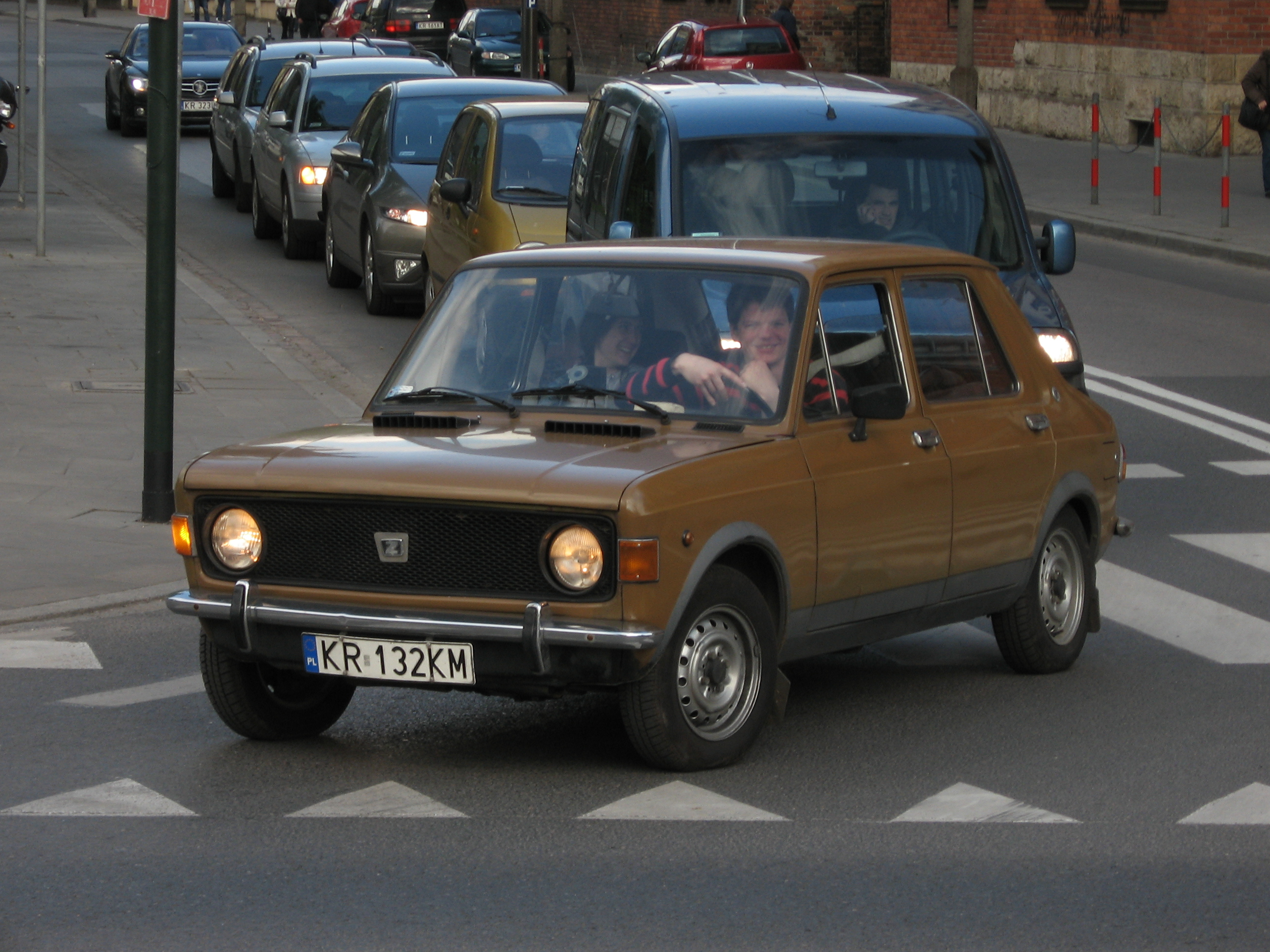
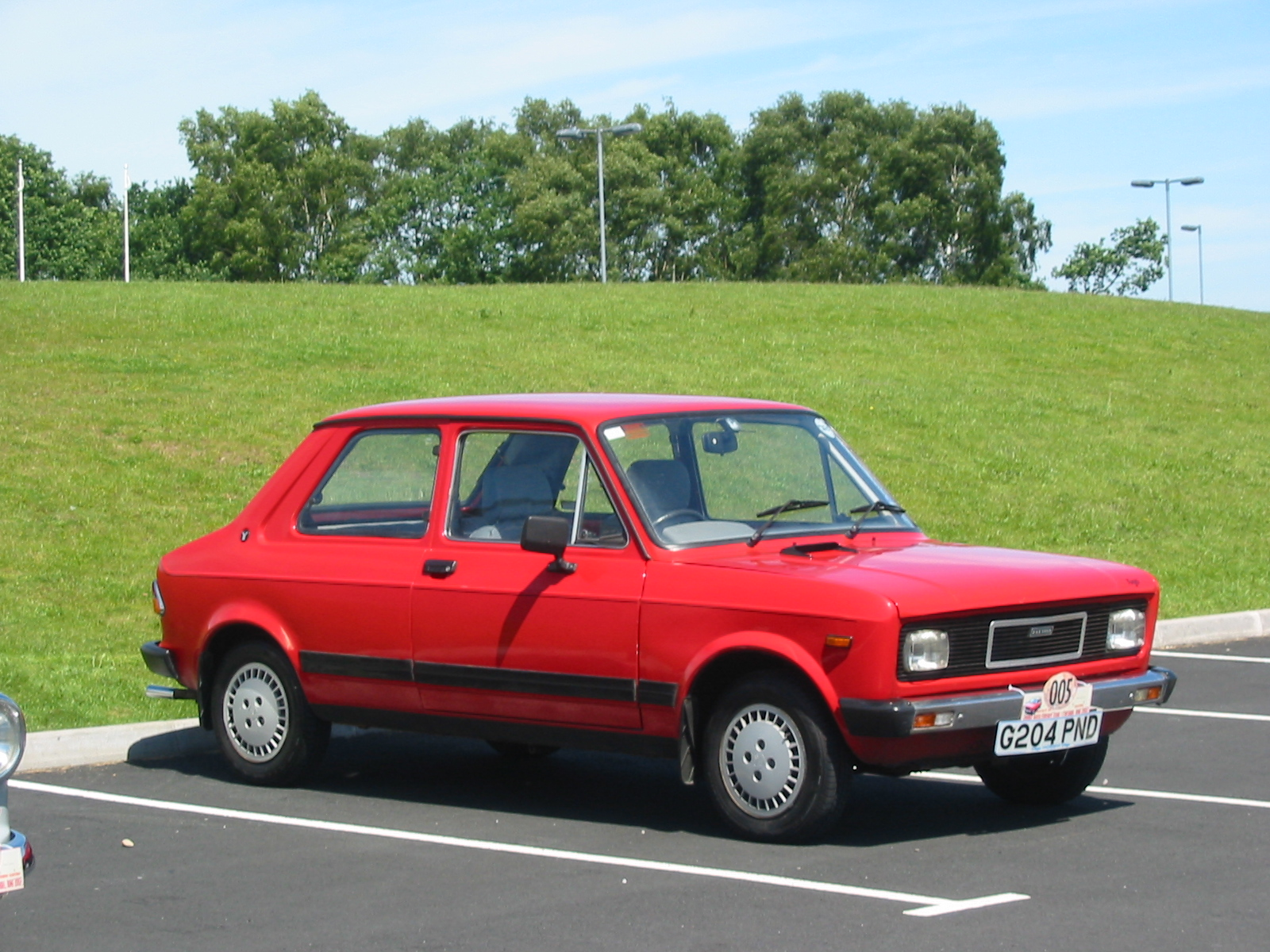
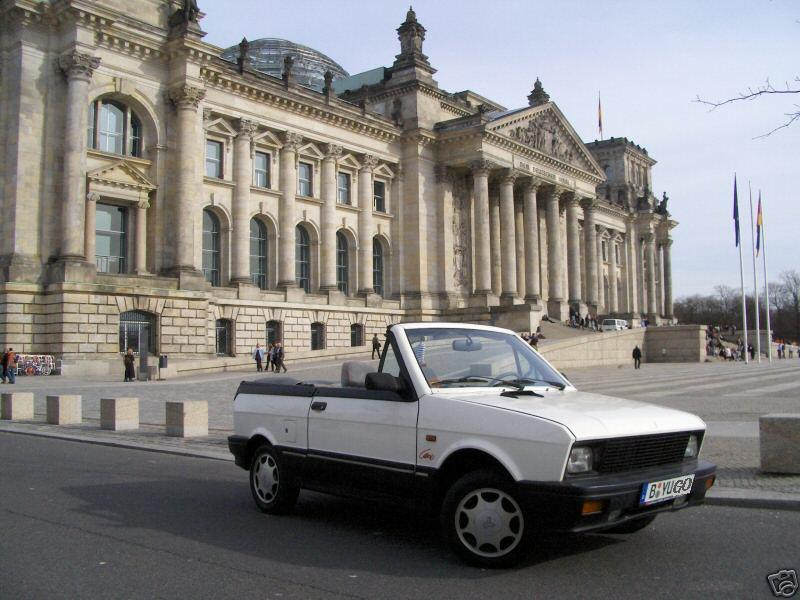
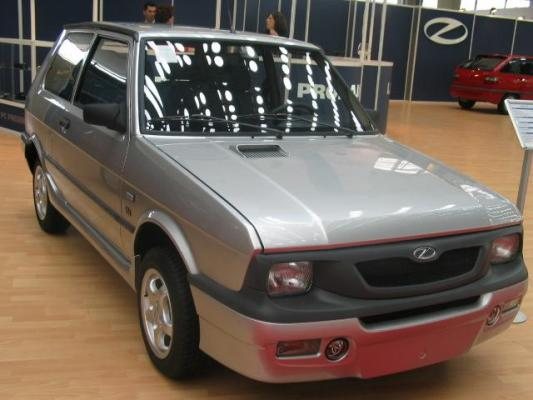
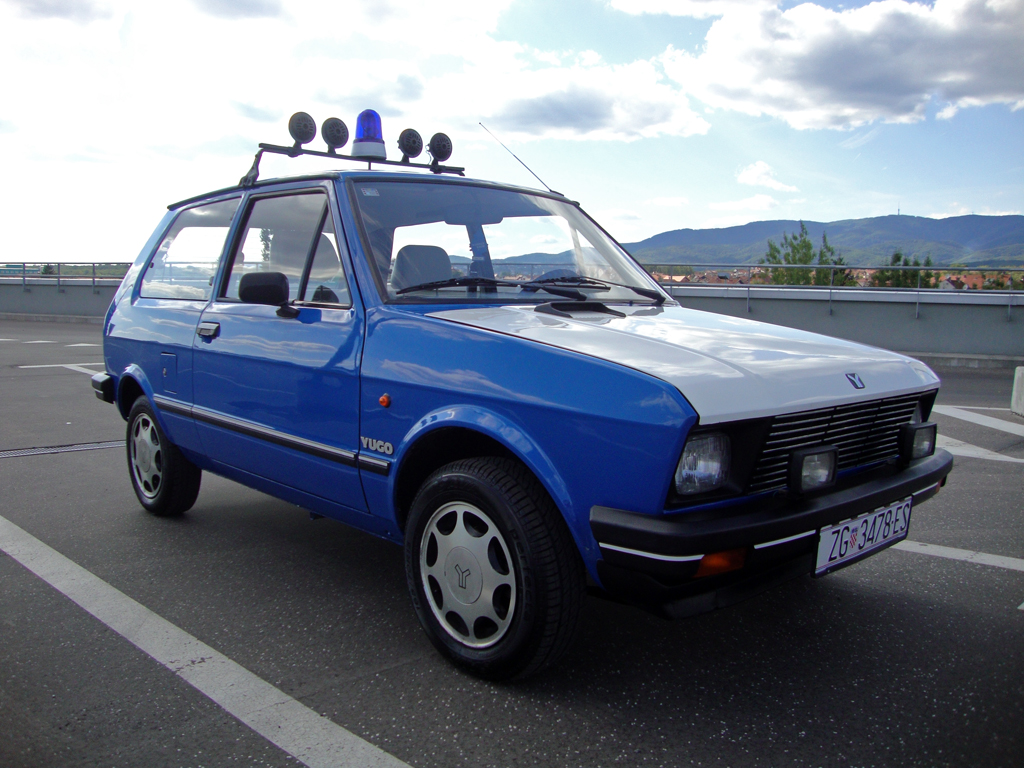
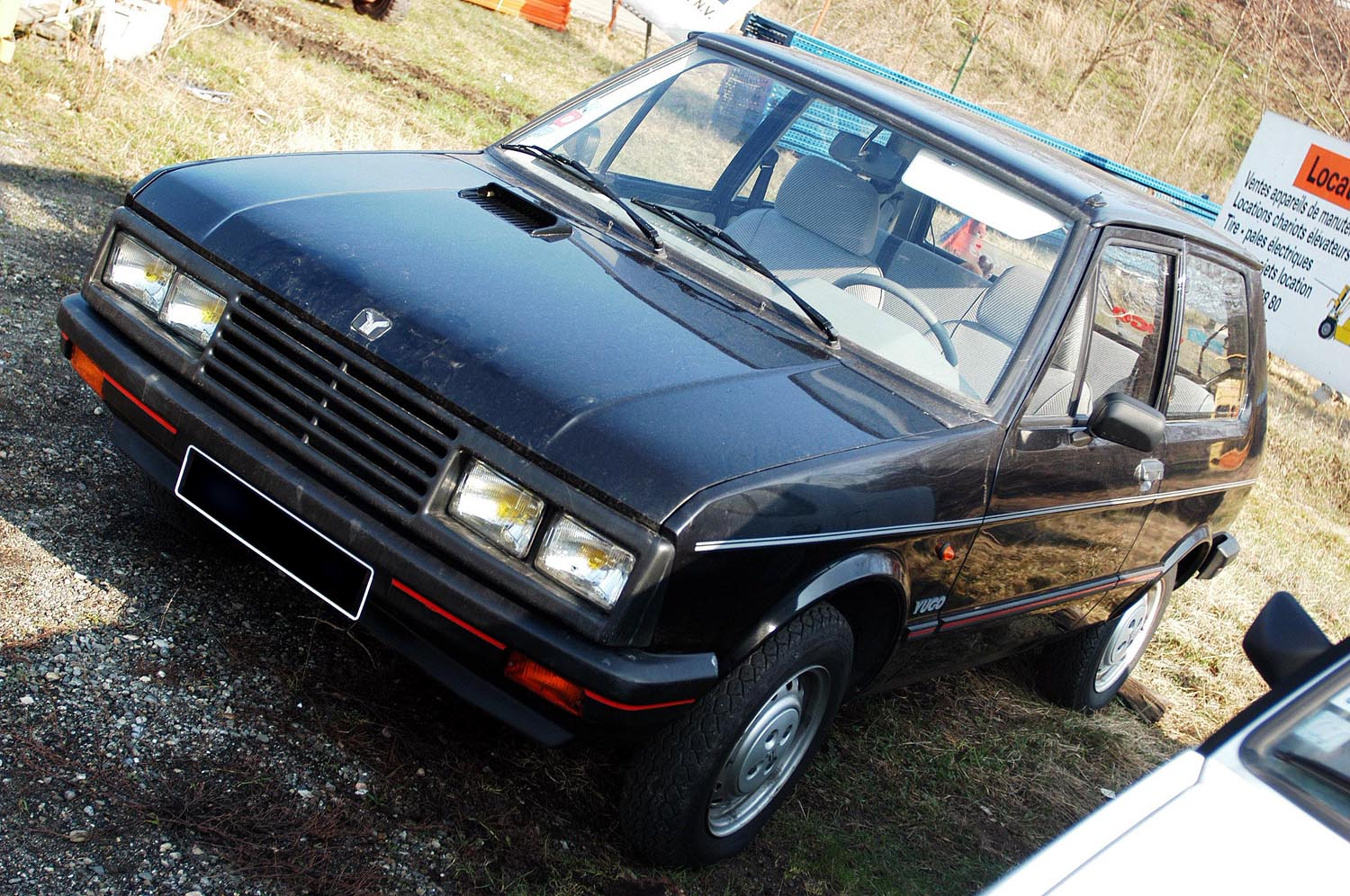
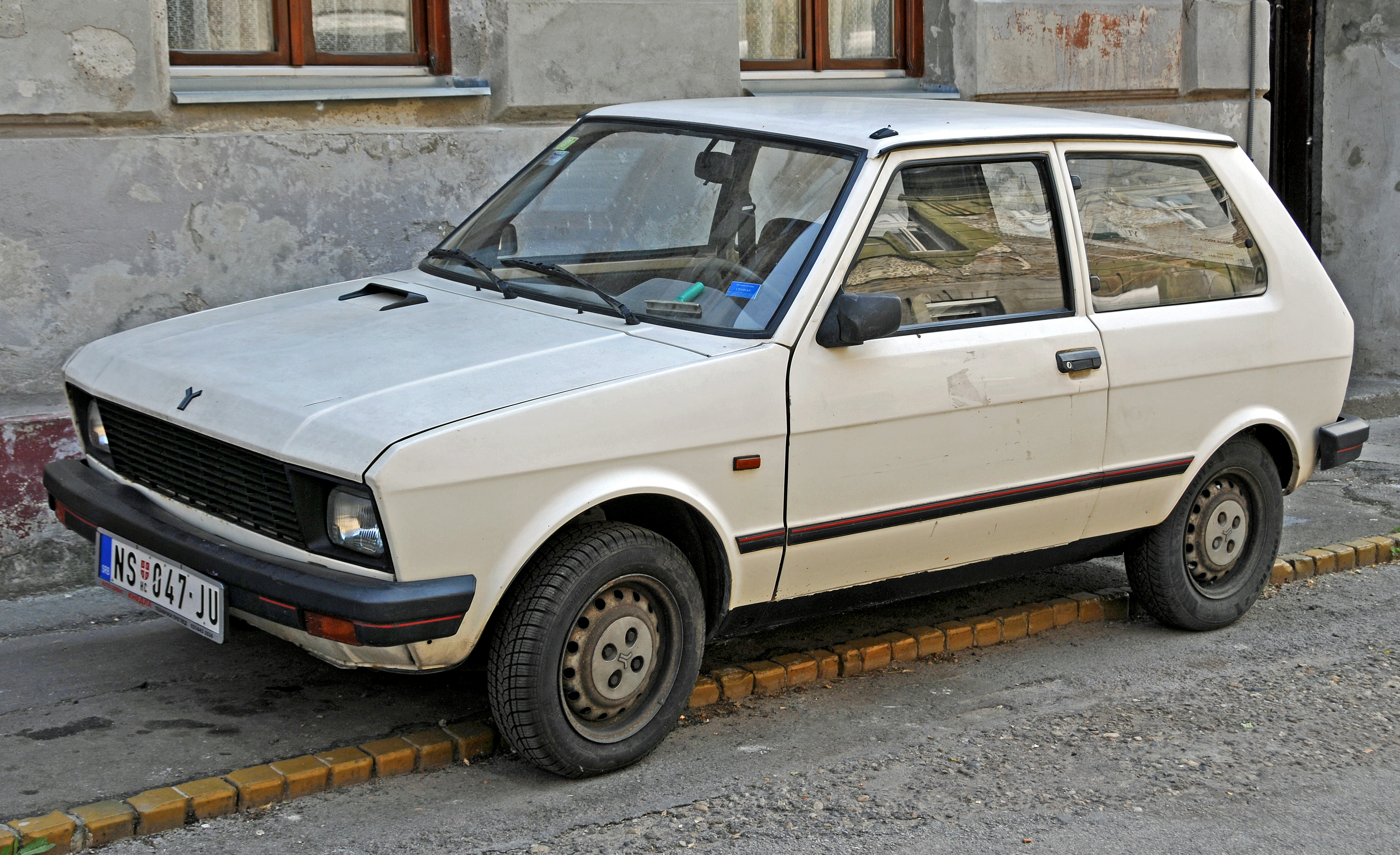
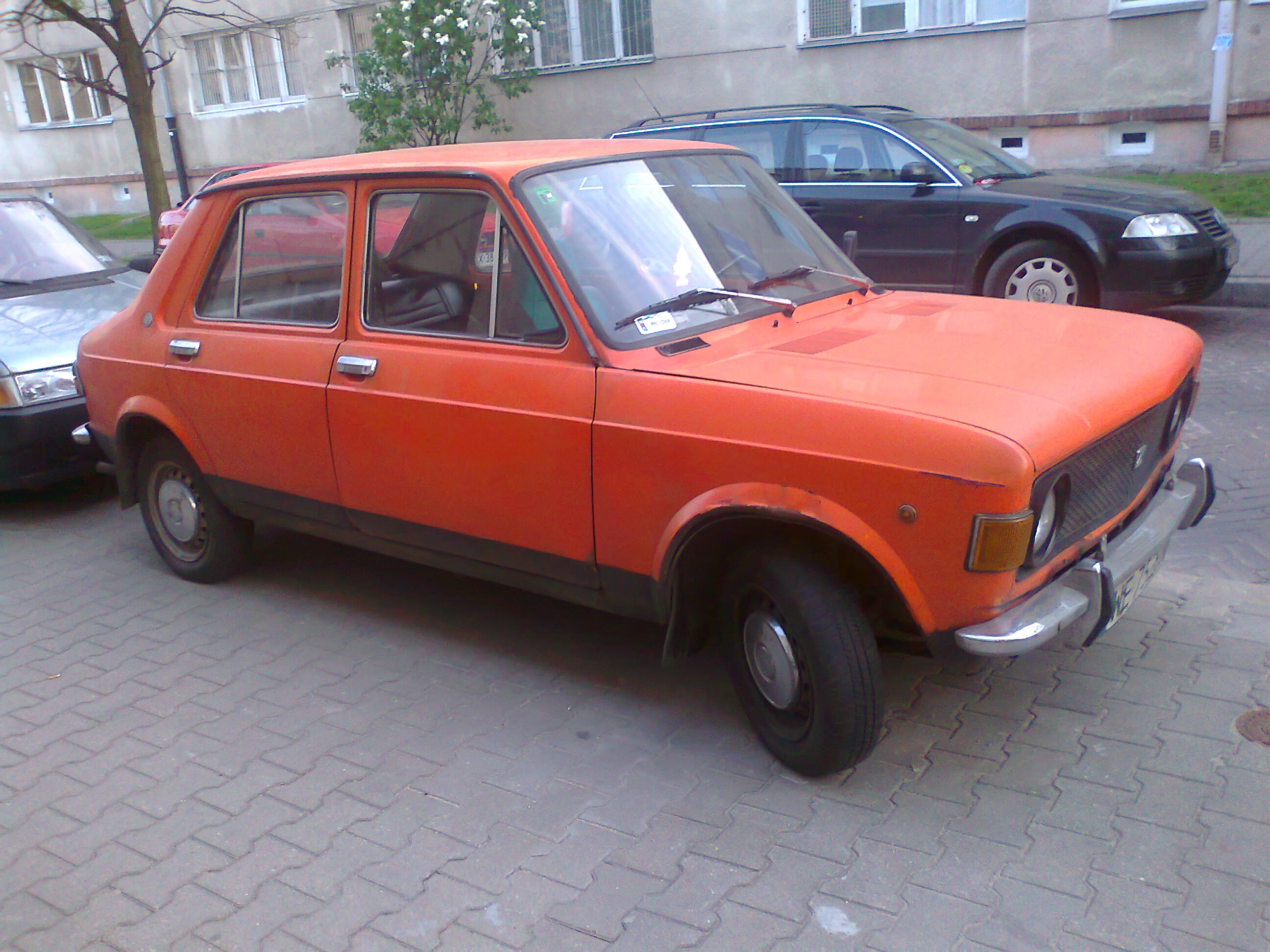
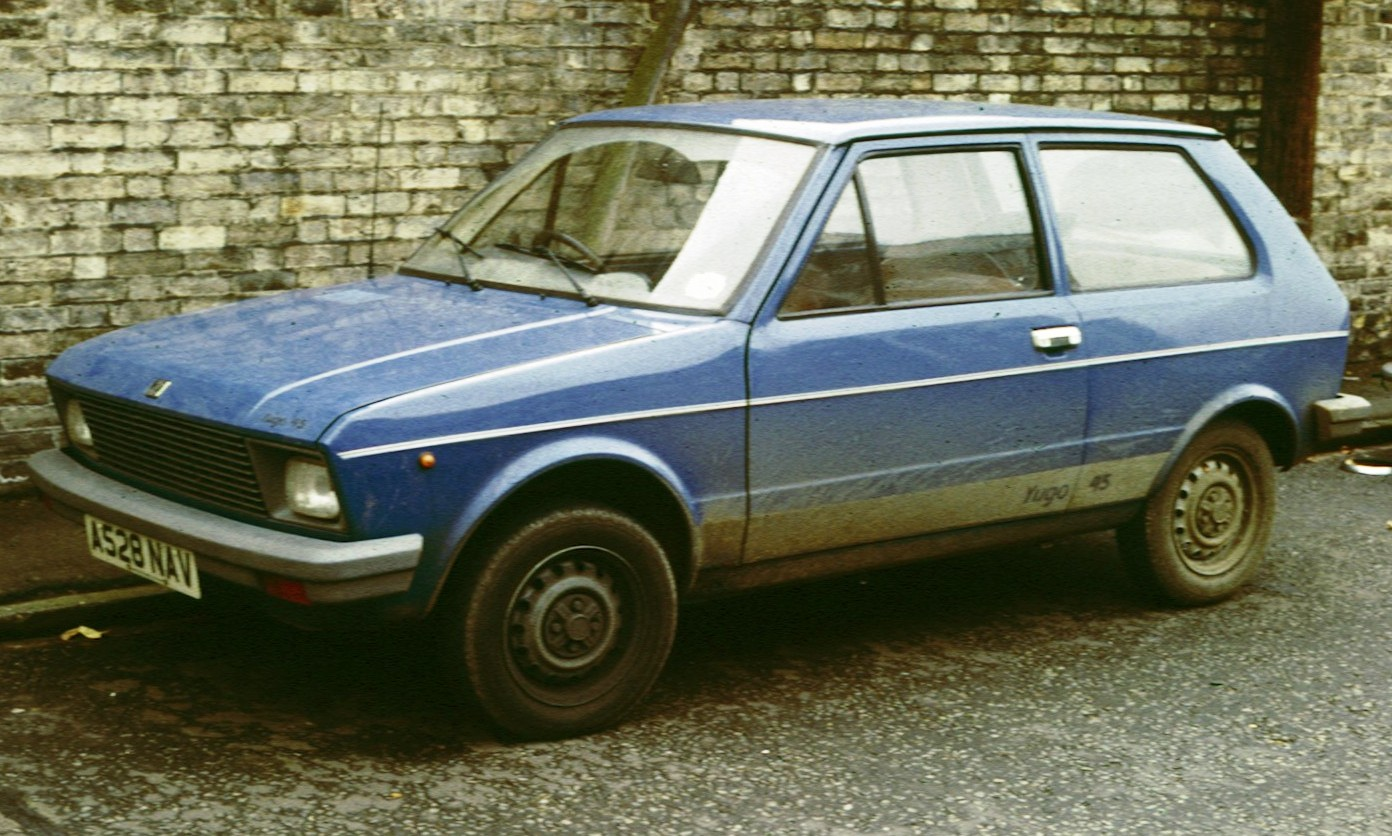
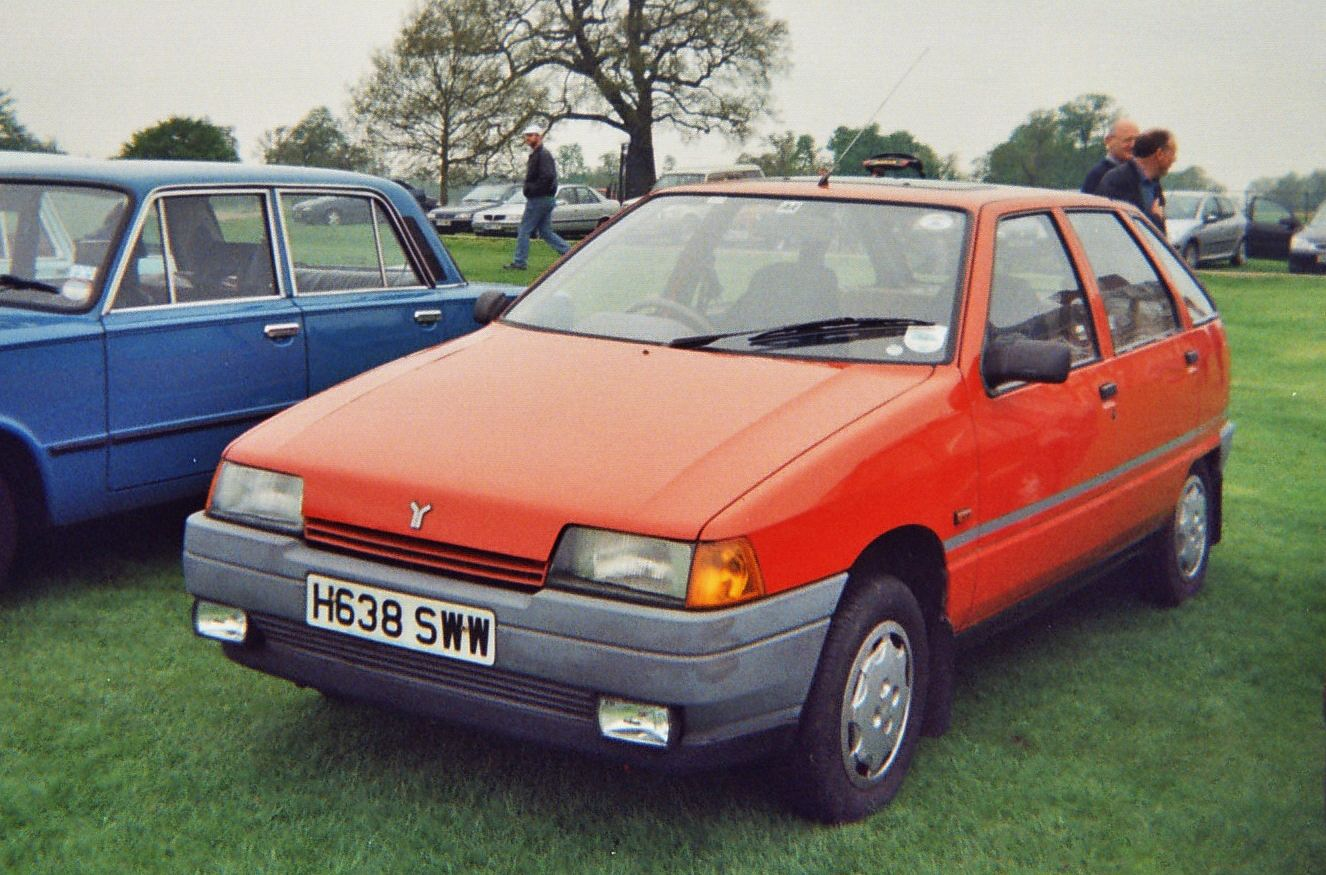
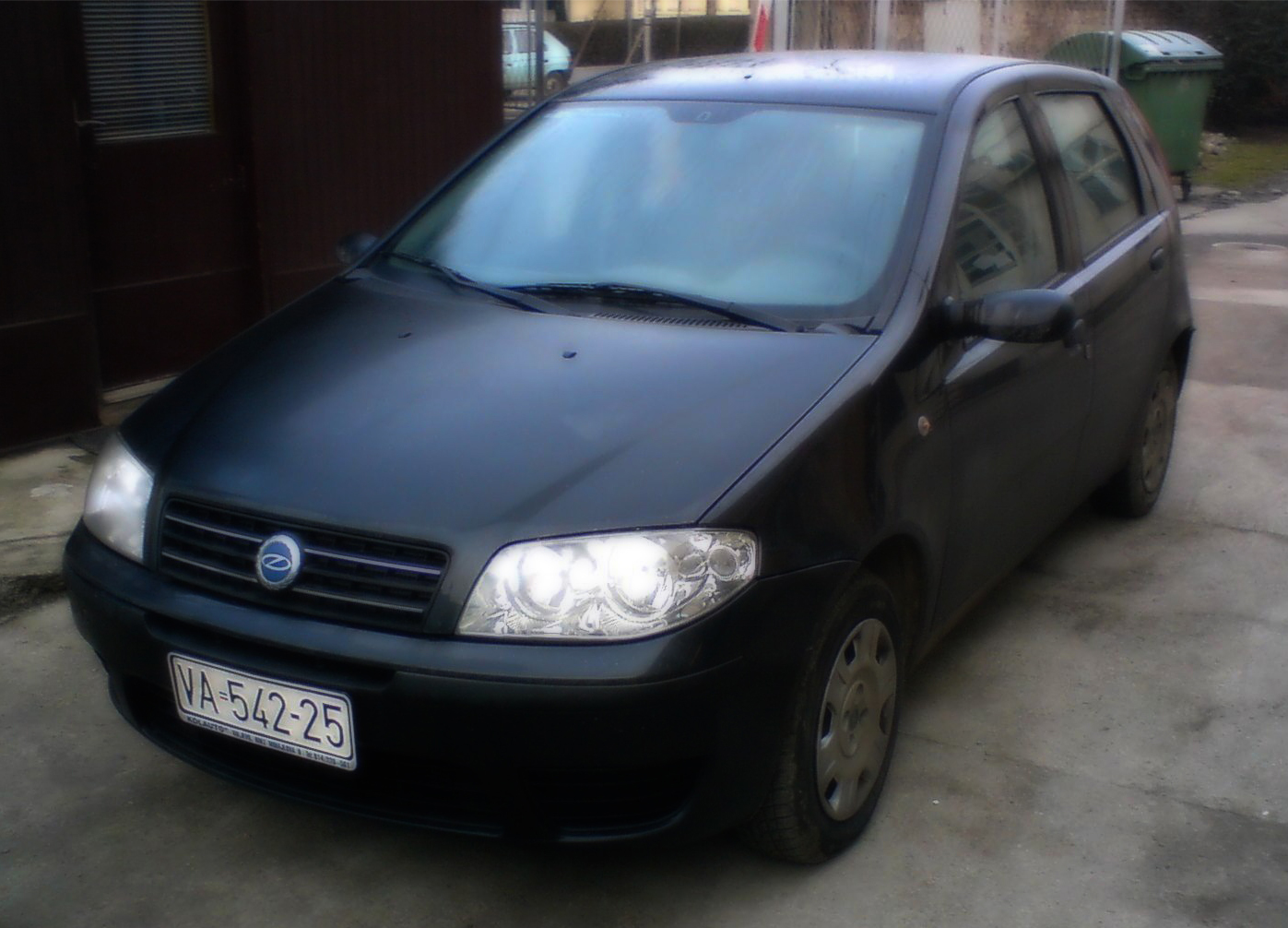
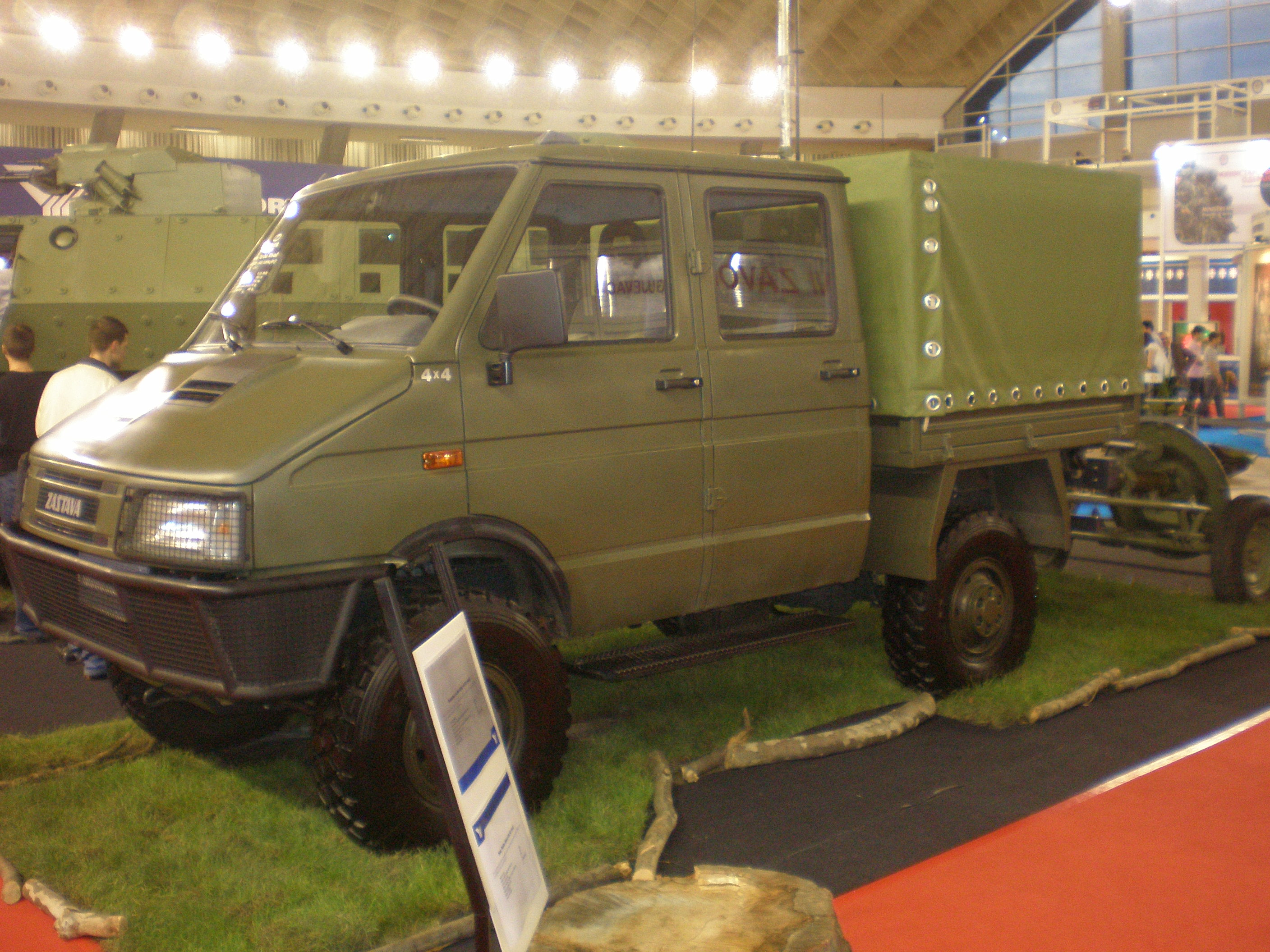
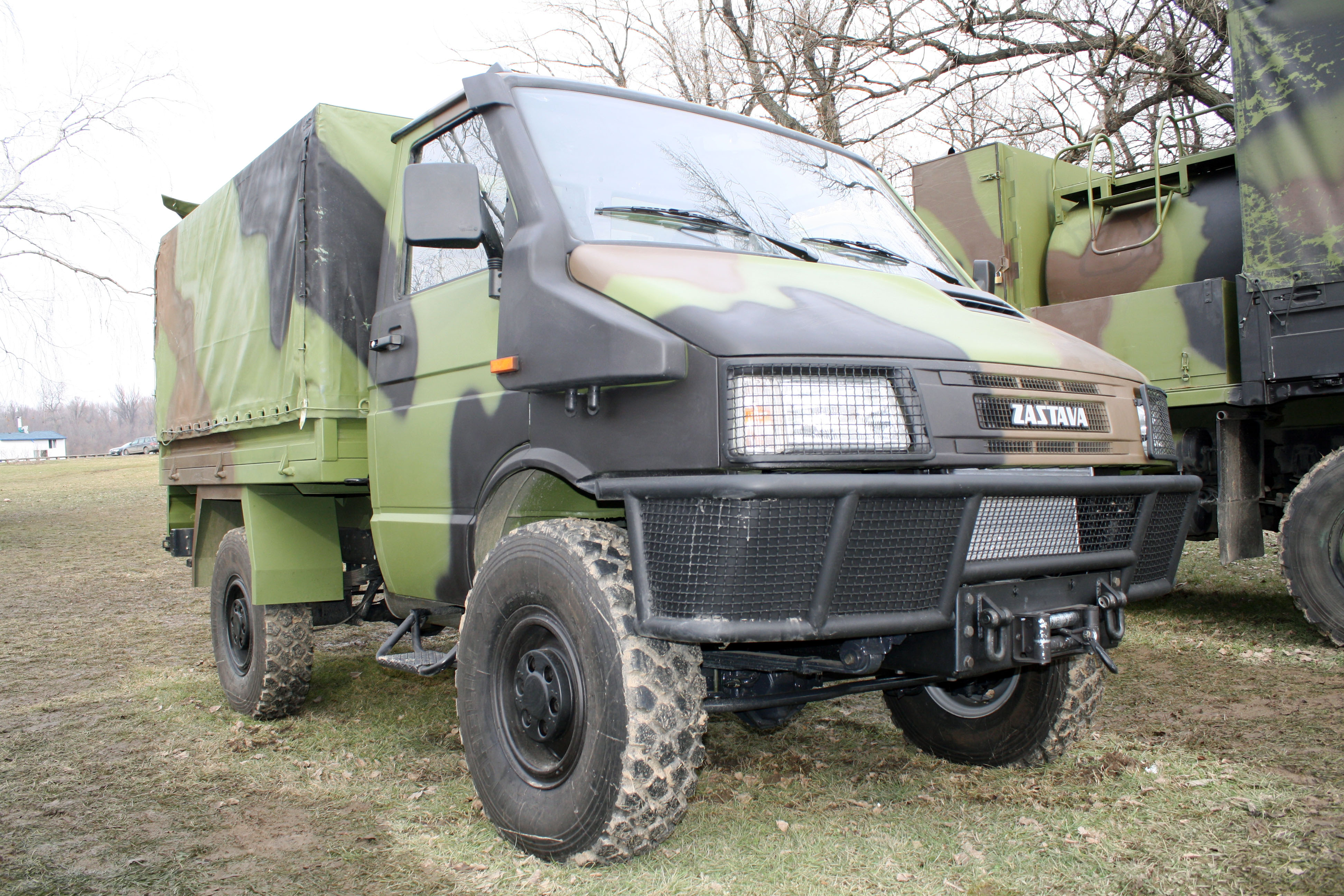
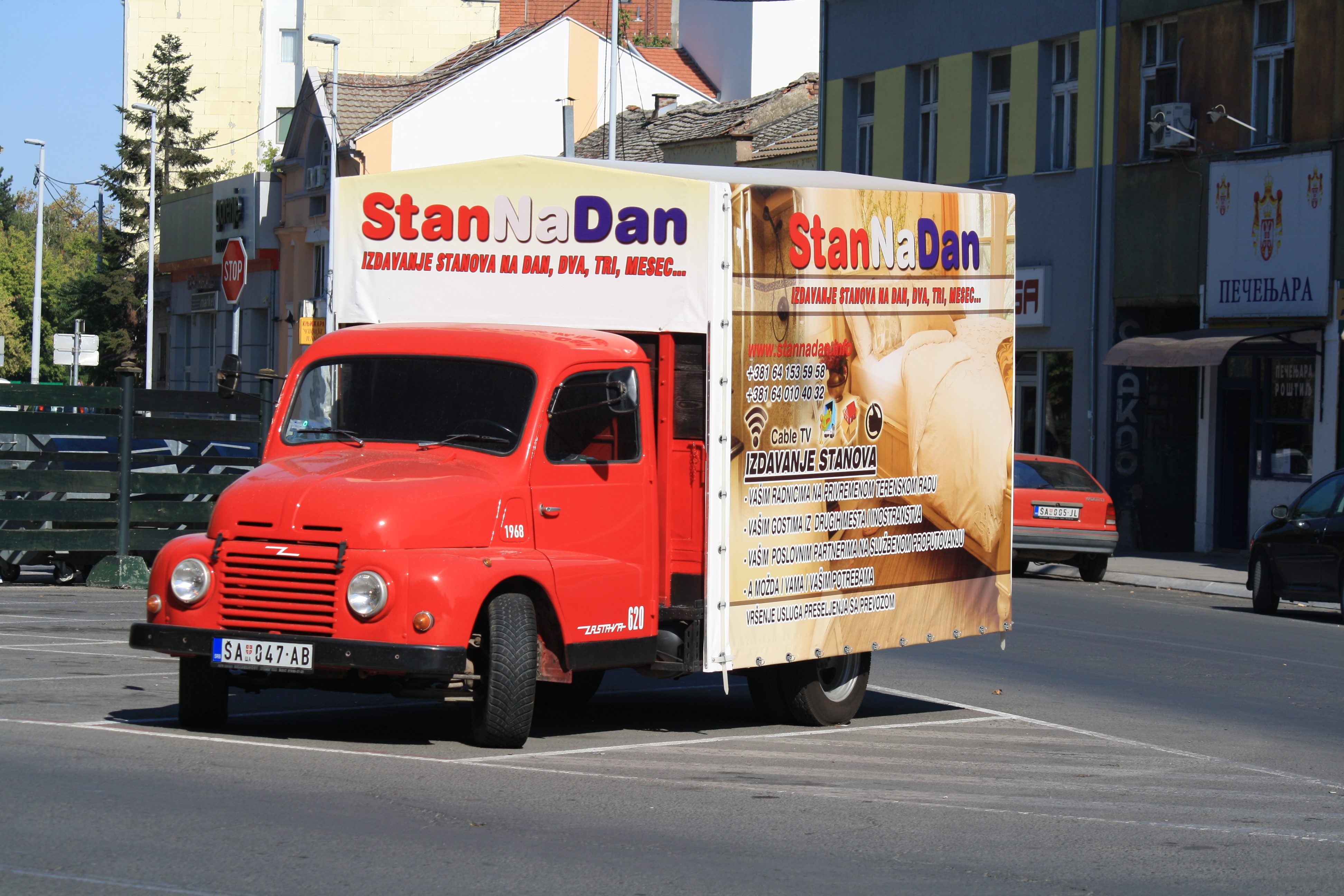
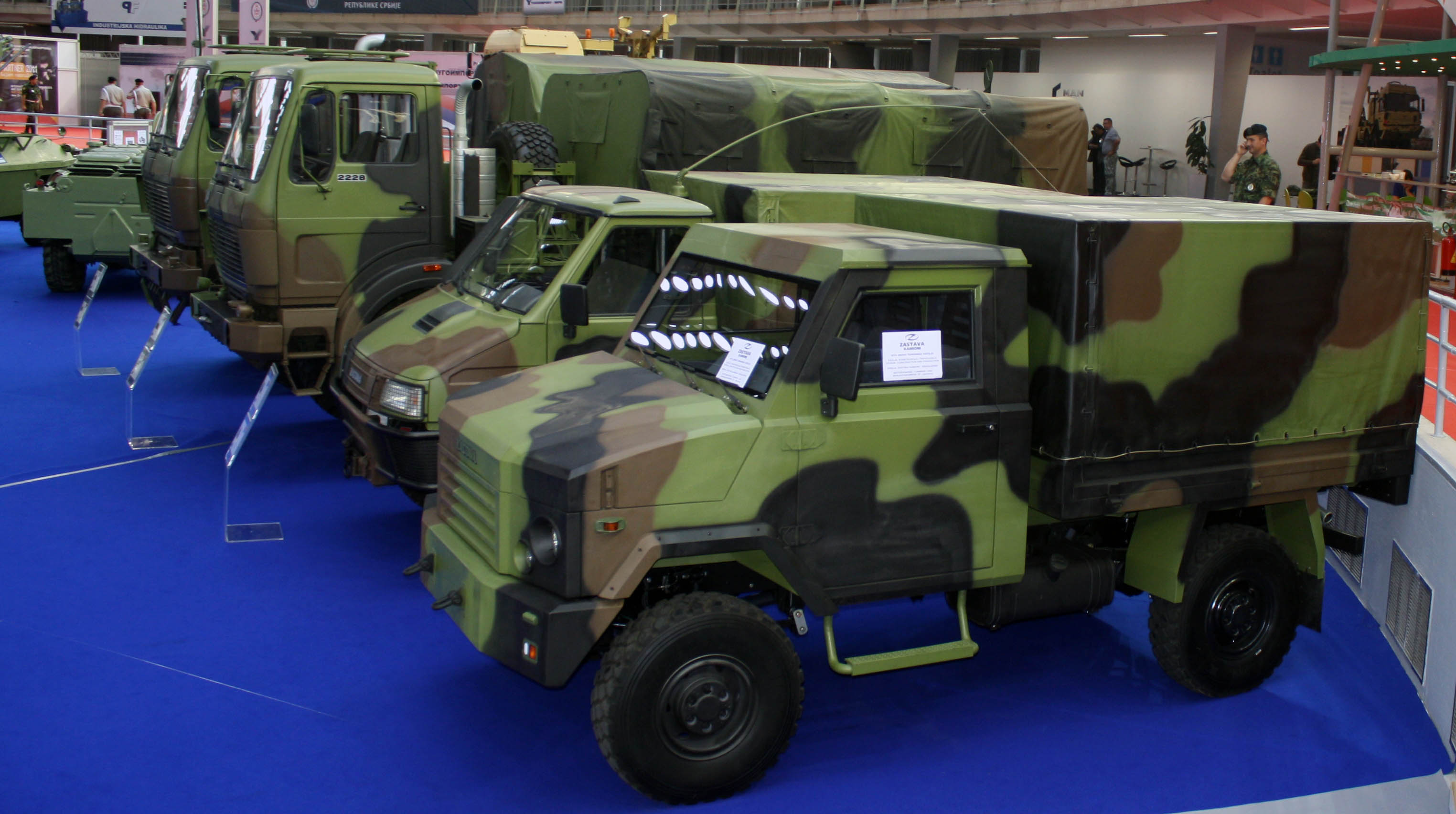
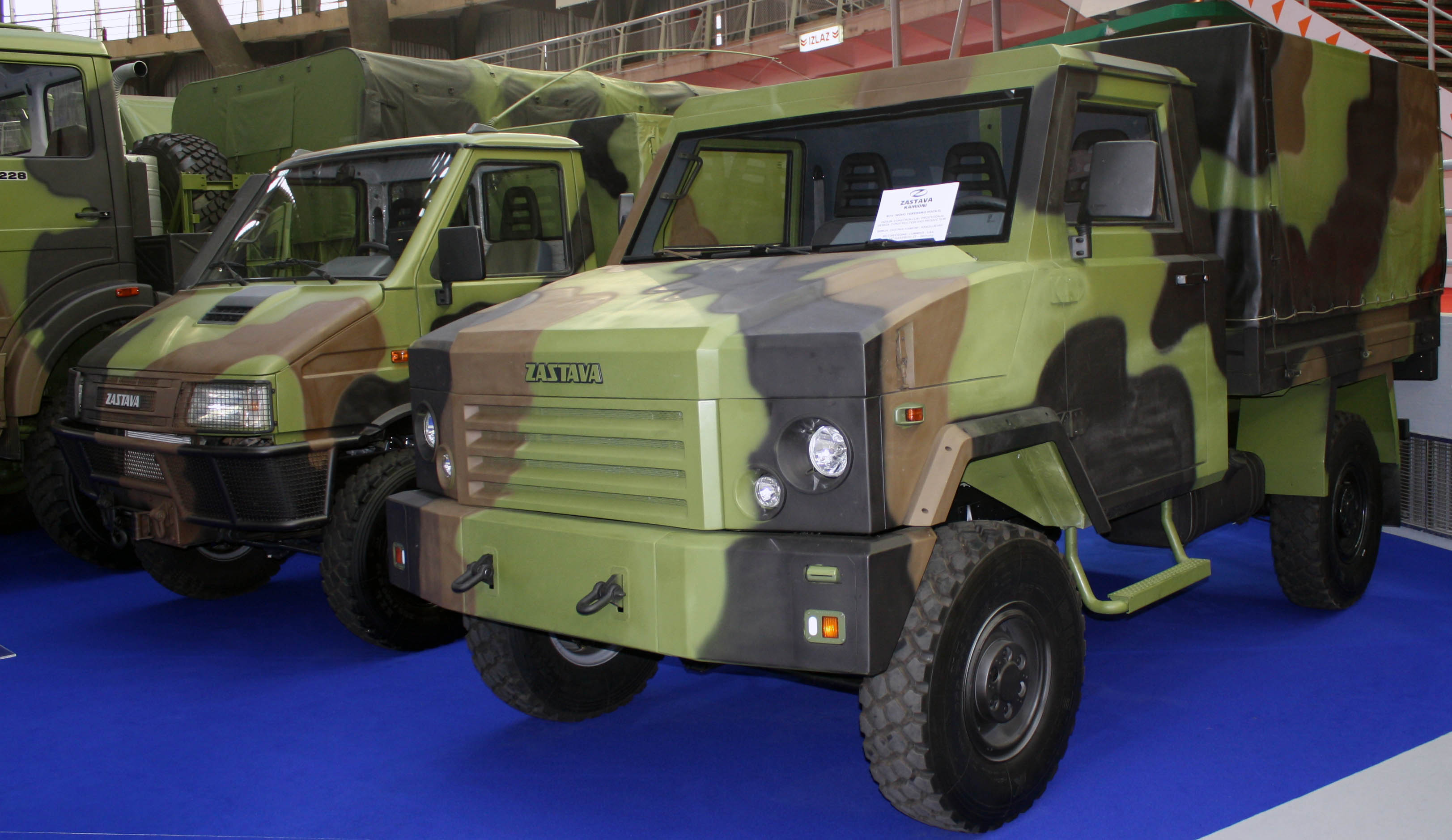
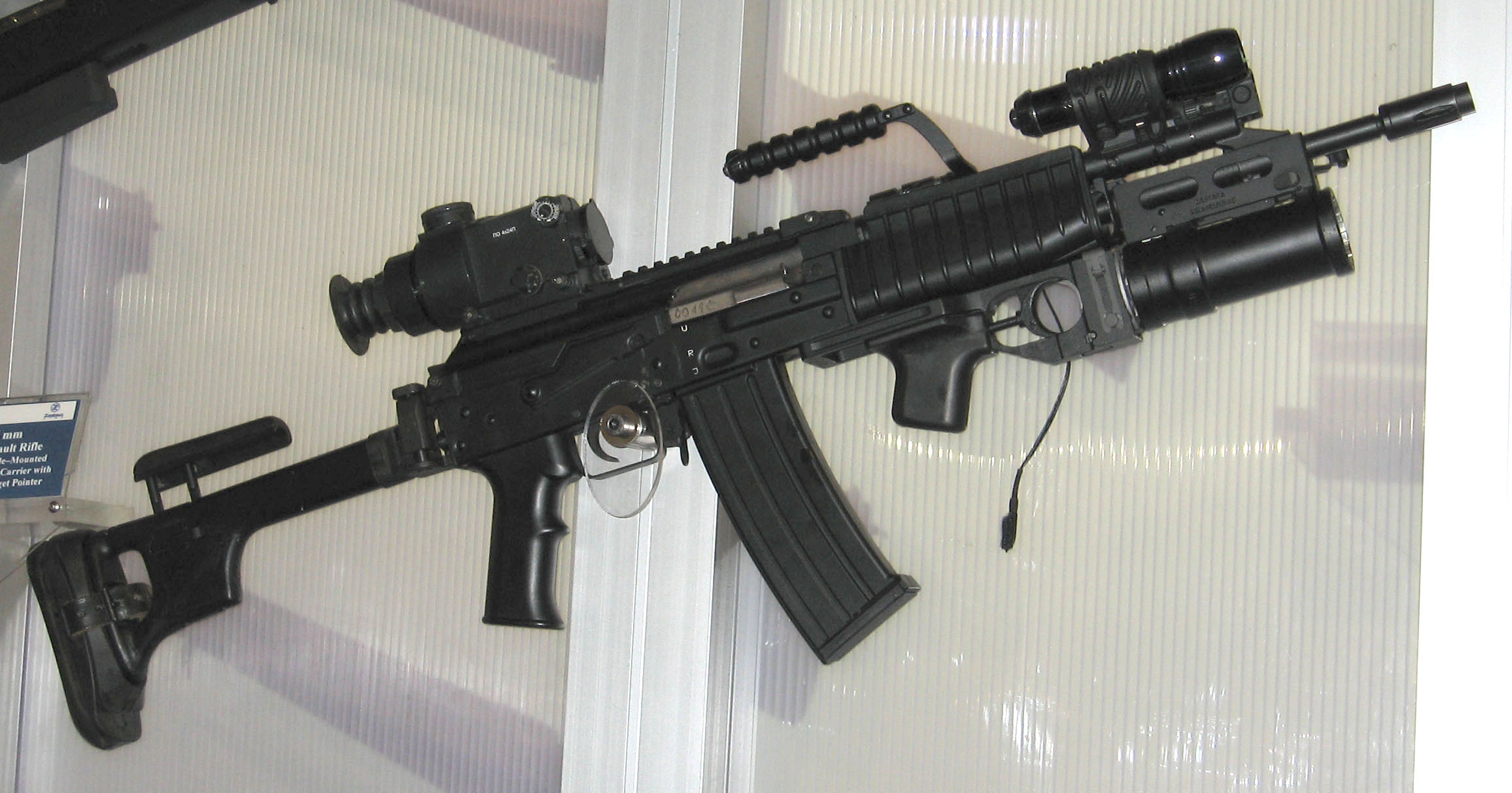
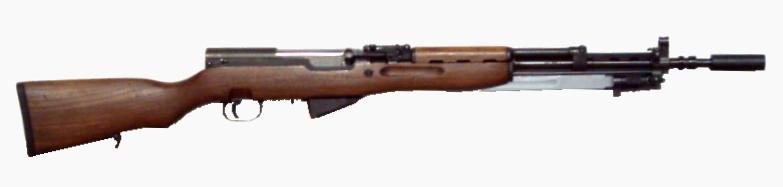
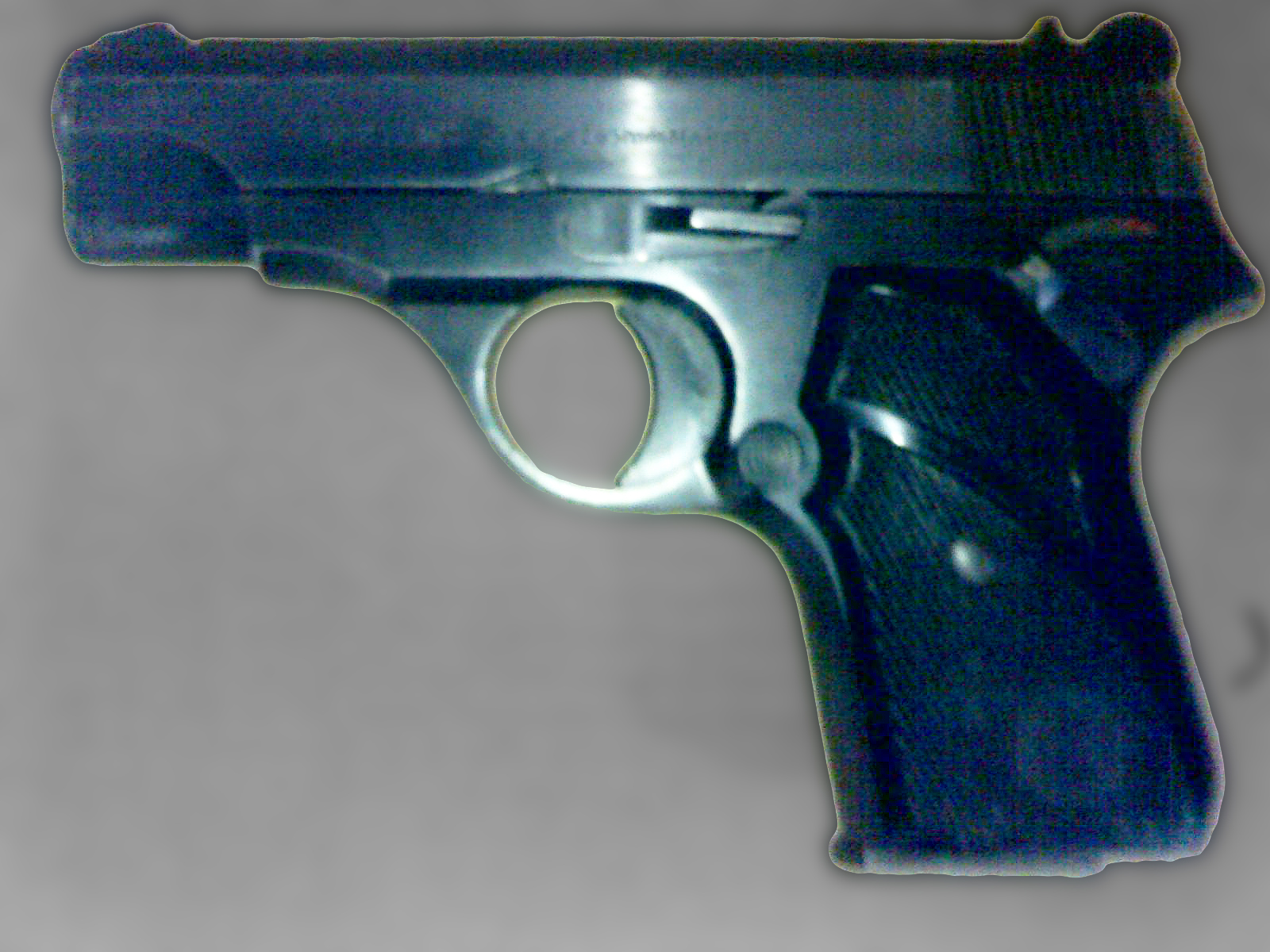
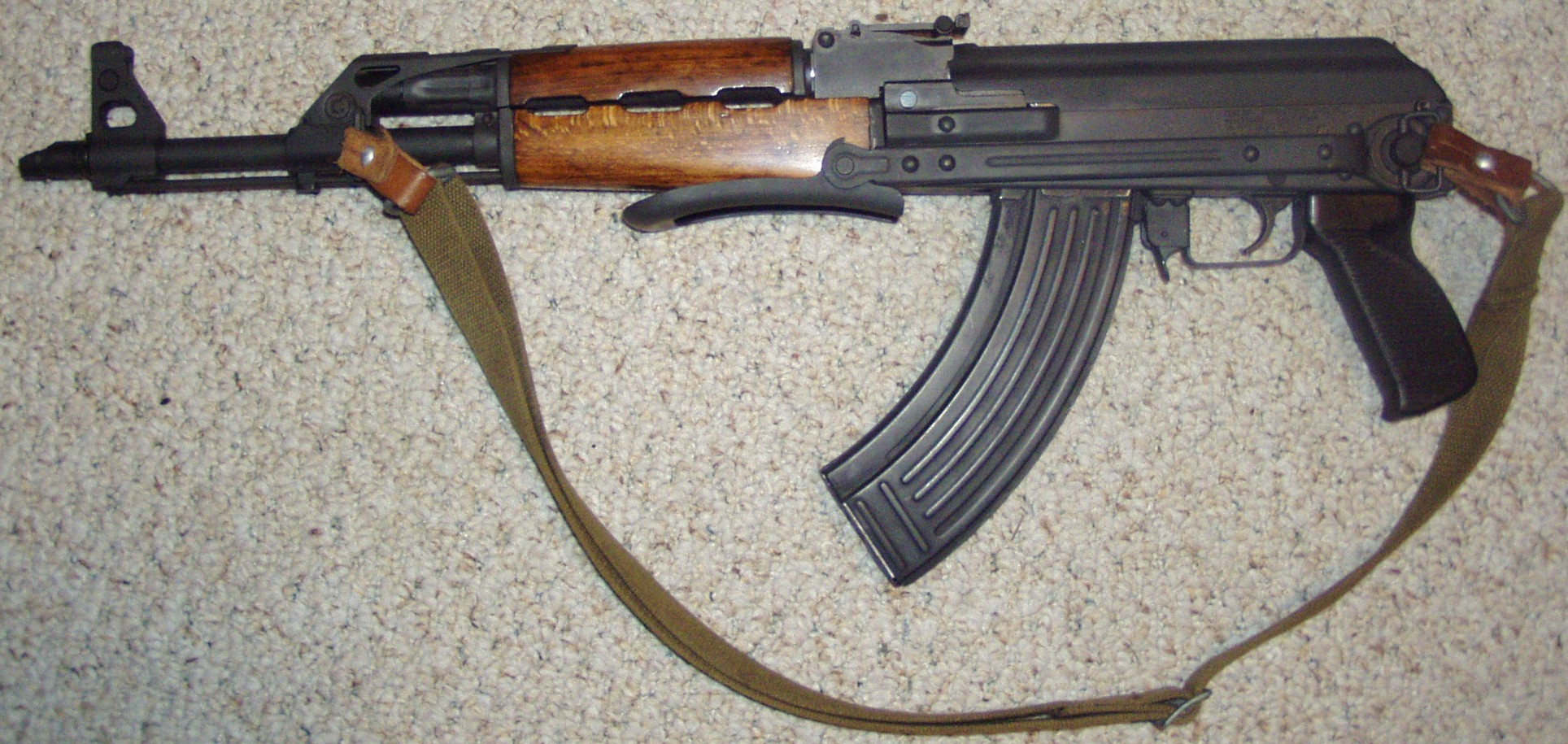
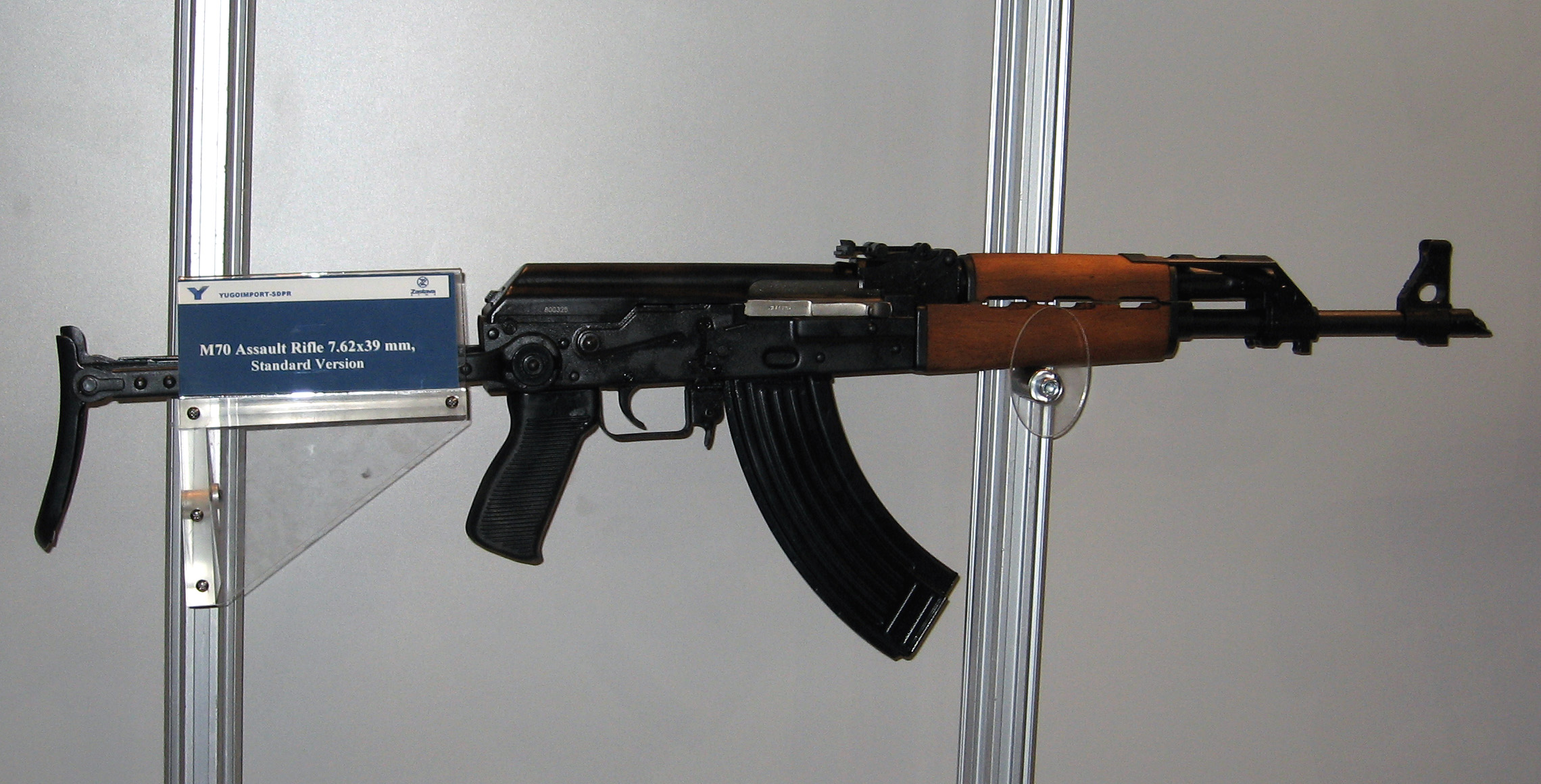
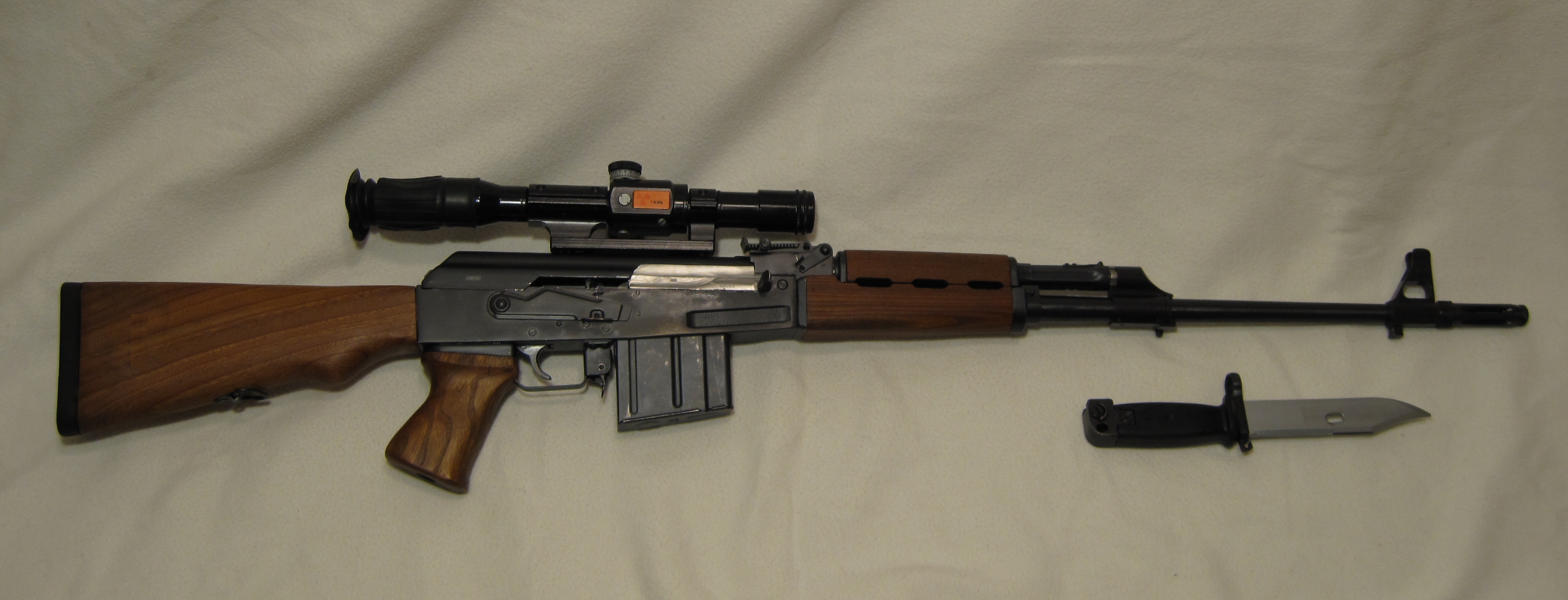

## مدل‌های تولید شده
- ۱۹۶۹: زاستاوا ۱۰۱
- ۱۹۷۰: زاستاوا اسکالا
- ۱۹۷۱: زاستاوا ۱۲۸
- ۱۹۸۰: زاستاوا کورال
- ۱۹۸۱: زاستاوا دوکاتو
- ۱۹۸۸: زاستوا فلوریدا
- ۲۰۰۶: زاستاوا ۱۰